# 麥柯廷縣
麥柯廷縣（英語：McCurtain County）是美国奧克拉荷馬州東南角的一個縣，東鄰阿肯色州，南鄰德克萨斯州，面積4,924 平方公里。根据2020年美國人口普查，本縣共有人口30,814人。縣治艾達貝爾。本縣於1907年7月16日成立，縣名紀念喬克托族酋長格林·麥柯廷。

## 地理

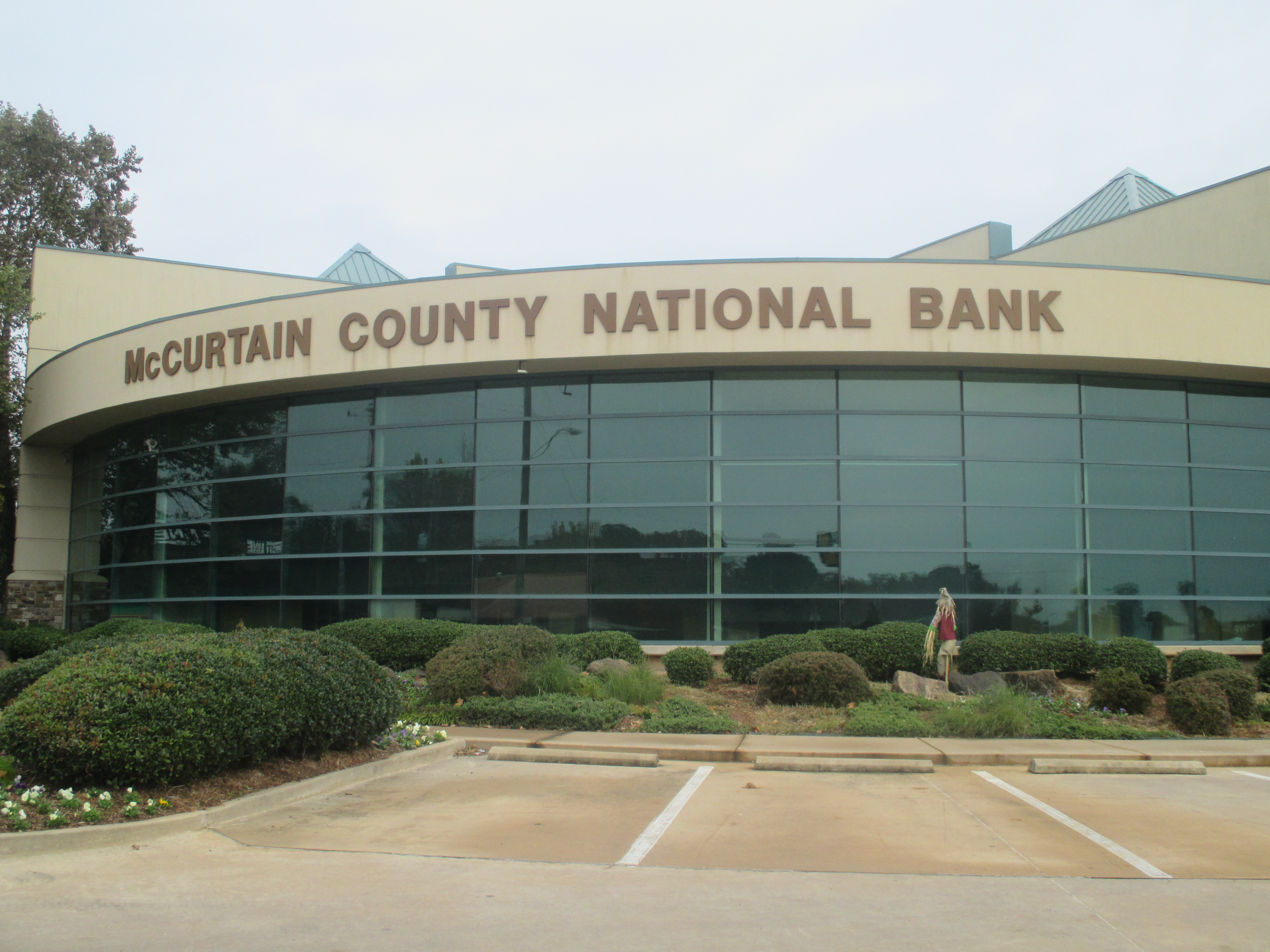
位於斷弓 (奧克拉荷馬州)的麥柯廷縣國家銀行

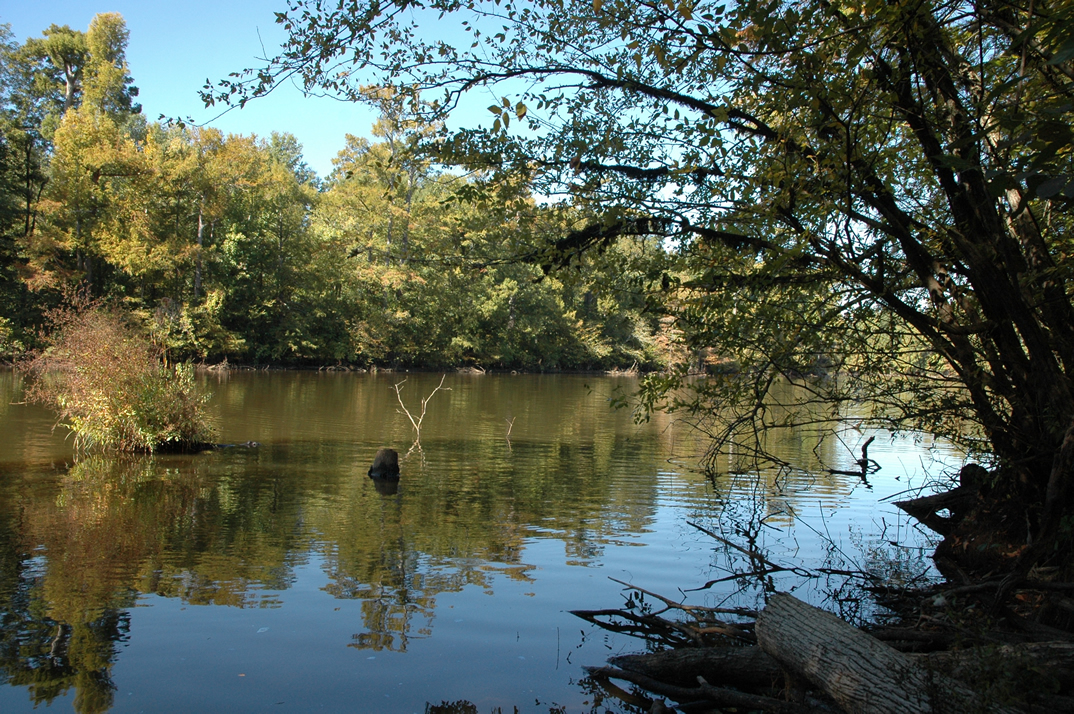
小河

根據2000年人口普查，塞維爾縣的總面積為1,901平方英里（4,920平方），其中有1,852平方英里（4,800平方），即97.42%為陸地；49平方英里（130平方），即2.58%為水域。本縣的地勢由北方的山區慢慢下降至南部的紅河流域，而部份福克山和小河流域都位於本縣內。其中福克山河更是州中兩個全年無休的鱒魚漁場的其中一個。奧克拉荷馬州的最低點亦位於本縣內的利特尔河上。

### 主要公路
- 70号美国国道
- 259號美國國道（英语：U.S. Route 259）
- 3號奧克拉荷馬州州道（英语：Oklahoma State Highway 3）
- 4號奧克拉荷馬州州道（英语：Oklahoma State Highway 4）
- 37號奧克拉荷馬州州道（英语：Oklahoma State Highway 37）
- 87號奧克拉荷馬州州道（英语：Oklahoma State Highway 87）
- 98號奧克拉荷馬州州道（英语：Oklahoma State Highway 98）

### 毗鄰縣
- 奧克拉荷馬州 喬克托縣：西方
- 奧克拉荷馬州 普什馬塔哈縣：西北方
- 奧克拉荷馬州 利福勒縣：北方
- 阿肯色州 波爾克縣：東北方
- 阿肯色州 塞維爾縣：東方
- 阿肯色州 小河郡：東南方
- 德克薩斯州 鮑伊縣：南方
- 德克薩斯州 紅河縣：西南方

## 人口
| 调查年                                | 人口   | 备注 | %±     |
| ------------------------------------- | ------ | ---- | ------ |
| 1910                                  | 20,681 |      | —      |
| 1920                                  | 37,905 |      | 83.3%  |
| 1930                                  | 34,759 |      | −8.3%  |
| 1940                                  | 41,318 |      | 18.9%  |
| 1950                                  | 31,588 |      | −23.5% |
| 1960                                  | 25,851 |      | −18.2% |
| 1970                                  | 28,642 |      | 10.8%  |
| 1980                                  | 36,151 |      | 26.2%  |
| 1990                                  | 33,433 |      | −7.5%  |
| 2000                                  | 34,402 |      | 2.9%   |
| 2010                                  | 33,151 |      | −3.6%  |
| 2012年估计                            | 33,203 |      | 0.2%   |
| 美國十年一度的人口普查 2012年人口估計 |        |      |        |

根據2000年人口普查，麥柯廷縣擁有34,402居民、13,216住戶和9,541家庭。其人口密度為每平方英里7居民（每平方公里19居民）。本縣擁有15,427間房屋单位，其密度為每平方英里3間（每平方公里8間）。而人口是由70.54%白人、9.3%非裔、13.57%原住民、0.22%亞裔、0.01%太平洋岛民、1.34%其他種族和5.02%混血构成。而西裔或拉美裔佔了人口3.09%。約94.4%人口的母語為英语、2.9%為西班牙语、以及2.6%為喬克托語。
在13,216住户中，有34%擁有一個或以上的兒童（18歲以下）、53.3%為夫妻、14.6%為單親家庭、27.8%為非家庭、25.4%為獨居、11%住戶有同居長者。平均每戶有2.56人，而平均每個家庭則有3.06人。在34,402居民中，有28.2%為18歲以下、8.3%為18至24歲、26.2%為25至44歲、23.4%為45至64歲以及14%為65歲以上。人口的年齡中位數為36歲，女子對男子的性別比為100：92.8。成年人的性別比則為100：89.1。
本縣的住戶收入中位數為$24,162，而家庭收入中位數則為$29,933。男性的收入中位數為$26,528，而女性的收入中位數則為$17,869，人均收入為$13,693。約21%家庭和24.7%人口在貧窮線以下，包括32.4%兒童（18歲以下）及21.2%長者（65歲以上）。